# Thourouq
Thourouq (termo árabe para "vias") é o nome dado no Norte de África às confrarias. Tinham fundamentalmente como objectivo agrupar os fiéis e ajudá-los a encontrar a "boa via".